# Campionati svedesi di sci alpino 2021
I Campionati svedesi di sci alpino 2021 si sono svolti a Åre dal 24 al 28 marzo. Il programma includeva gare di discesa libera, supergigante, slalom gigante, slalom speciale e combinata, sia maschili sia femminili, ma le discese libere e le combinate sono state annullate.
Trattandosi di competizioni valide anche ai fini del punteggio FIS, hanno potuto partecipare anche sciatori di altre federazioni, senza che questo consentisse loro di concorrere al titolo nazionale svedese. 

## Risultati

### Uomini

#### Discesa libera
La gara, originariamente in programma il 24 marzo, è stata annullata.

#### Supergigante
| Pos. | Atleta                   | Nazione   | Tempo   |
| ---- | ------------------------ | --------- | ------- |
| 1    | Olle Sundin              | Svezia    | 1:07,56 |
| 2    | Felix Monsén             | Svezia    | 1:07,98 |
| 3    | Markus Nordgård Fossland | Norvegia  | 1:08,30 |
| 4    | Johan Hagberg            | Svezia    | 1:09,40 |
| 5    | Samu Torsti              | Finlandia | 1:09,25 |
| 6    | Malte Lindberg           | Svezia    | 1:09,57 |
| 7    | Adam Hofstedt            | Svezia    | 1:09,58 |
| 8    | Andreas Bache-Wiig       | Norvegia  | 1:09,96 |
| 9    | Elias Grym               | Svezia    | 1:10,15 |
| 10   | Tobias Hedström          | Svezia    | 1:10,29 |

Data: 25 marzo

#### Slalom gigante
| Pos. | Atleta                   | Nazione   | Tempo   |
| ---- | ------------------------ | --------- | ------- |
| 1    | Samu Torsti              | Finlandia | 2:32,66 |
| 2    | Mattias Rönngren         | Svezia    | 2:32,68 |
| 3    | Tobias Hedström          | Svezia    | 2:36,01 |
| 4    | Tobias Windingstad       | Svezia    | 2:36,10 |
| 5    | Lukas Ermeskog           | Svezia    | 2:36,13 |
| 6    | Johan Silfält            | Svezia    | 2:36,15 |
| 7    | Markus Nordgård Fossland | Norvegia  | 2:36,18 |
| 8    | Isac Hedström            | Svezia    | 2:36,21 |
| 9    | Adam Hofstedt            | Svezia    | 2:36,46 |
| 10   | Jesper Brändholm         | Svezia    | 2:36,59 |

Data: 27 marzo

#### Slalom speciale
| Pos. | Atleta             | Nazione  | Tempo   |
| ---- | ------------------ | -------- | ------- |
| 1    | Adam Hofstedt      | Svezia   | 1:46,09 |
| 2    | Andreas Strand     | Norvegia | 1:46,27 |
| 3    | Gustav Lundbäck    | Svezia   | 1:46,44 |
| 4    | Tobias Windingstad | Svezia   | 1:46,70 |
| 5    | Mattias Rönngren   | Svezia   | 1:46,91 |
| 6    | Tobias Hedström    | Svezia   | 1:47,24 |
| 7    | Axel Lindqvist     | Svezia   | 1:48,00 |
| 8    | William Jonsson    | Svezia   | 1:48,54 |
| 9    | Philip Lundquist   | Svezia   | 1:49,17 |
| 10   | Fredrik Møller     | Norvegia | 1:49,41 |

Data: 28 marzo

#### Combinata
La gara, originariamente in programma il 25 marzo, è stata annullata.

### Donne

#### Discesa libera
La gara, originariamente in programma il 24 marzo, è stata annullata.

#### Supergigante
| Pos. | Atleta                | Nazione  | Tempo   |
| ---- | --------------------- | -------- | ------- |
| 1    | Estelle Alphand       | Svezia   | 1:12,81 |
| 2    | Sara Hector           | Svezia   | 1:12,90 |
| 3    | Hanna Aronsson Elfman | Svezia   | 1:13,12 |
| 4    | Ida Dannewitz         | Svezia   | 1:13,33 |
| 5    | Lisa Nyberg           | Svezia   | 1:13,57 |
| 6    | Jonna Luthman         | Svezia   | 1:13,66 |
| 7    | Hedda Martelleur      | Svezia   | 1:14,44 |
| 8    | Paulina Ringvold      | Norvegia | 1:14,63 |
| 9    | Carmen Sofie Nielssen | Norvegia | 1:14,71 |
| 10   | Klara Persson         | Svezia   | 1:14,87 |

Data: 25 marzo

#### Slalom gigante
| Pos. | Atleta                | Nazione  | Tempo   |
| ---- | --------------------- | -------- | ------- |
| 1    | Sara Hector           | Svezia   | 1:57,73 |
| 2    | Hilma Lövblom         | Svezia   | 1:58,25 |
| 3    | Hanna Aronsson Elfman | Svezia   | 1:58,47 |
| 4    | Lisa Nyberg           | Svezia   | 1:58,78 |
| 5    | Susanne Jakobsen      | Svezia   | 1:59,02 |
| 6    | Estelle Alphand       | Svezia   | 1:59,09 |
| 7    | Jonna Luthman         | Svezia   | 1:59,66 |
| 8    | Hedda Martelleur      | Svezia   | 2:00,01 |
| 9    | Mariel Kufaas         | Norvegia | 2:00,39 |
| 10   | Wilma Marklund        | Svezia   | 2:00,55 |

Data: 26 marzo

#### Slalom speciale
| Pos. | Atleta                | Nazione  | Tempo   |
| ---- | --------------------- | -------- | ------- |
| 1    | Sara Hector           | Svezia   | 1:46,39 |
| 2    | Charlotta Säfvenberg  | Svezia   | 1:48,00 |
| 3    | Hanna Aronsson Elfman | Svezia   | 1:48,20 |
| 4    | Estelle Alphand       | Svezia   | 1:48,74 |
| 5    | Moa Boström Müssener  | Svezia   | 1:49,22 |
| 6    | Mariel Kufaas         | Norvegia | 1:49,24 |
| 7    | Melanie Dahlberg      | Svezia   | 1:49,87 |
| 8    | Bianca Bakke Westhoff | Norvegia | 1:50,00 |
| 9    | Rebecca Nyman Granbom | Svezia   | 1:50,82 |
| 10   | Alexandra Bauer       | Svezia   | 1:51,33 |

Data: 28 marzo

#### Combinata
La gara, originariamente in programma il 25 marzo, è stata annullata.